# 昂格蘭河
昂格蘭河（法語：Anglin，法語發音：[ɑ̃ɡlɛ̃]）是法國的河流，屬於維埃納河的右支流，流經克勒兹、安德尔和维埃纳三省，河道全長91公里，流域面積1,660平方公里，平均流量每秒12.5立方米。

## 外部連結
- http://www.geoportail.fr （页面存档备份，存于）
- Sandre数据库中的昂格蘭河